# Kubok SSSR 1949
La Kubok SSSR 1949 fu la 10ª edizione del trofeo. Vide la vittoria finale della Torpedo Mosca, al suo primo titolo.

## Formula
Furono ammesse a partecipare alla competizione non solo le 102 partecipanti alle due serie del campionato, ma anche le 18 formazioni vincitrici delle varie coppe delle repubbliche costituenti l'Unione Sovietica (sedici repubbliche più le città di Leningrado e di Mosca), per un totale di 120 formazioni partecipanti.
Il torneo era diviso in due fasi: la fase preliminare e la fase finale.
Nella fase finale le squadre erano raggruppate in sei zone, ognuna delle quali prevedeva tre finali e la promozione di altrettante squadre. A questa fase del torneo parteciparono tutte le squadre partecipanti alla Vtoraja Gruppa 1949, seconda serie del campionato sovietico. La formula fu quella classica dei turni ad eliminazione diretta, con gare di sola andata e tempi supplementari, ma non rigori: in caso di parità si ricorreva al replay, disputato il giorno seguente sul medesimo terreno di gioco.
Nella seconda fase le 18 qualificate si incontrarono con le 18 partecipanti alla Pervaja Gruppa 1949 e con le 18 vincitrici delle coppe, sempre in turni ad eliminazione diretta; la stessa formula era mantenuta fino alla finale che, come da tradizione, fu disputata a Mosca. Le formazioni di Pervaja Gruppa entrarono in gioco tra il secondo e il terzo turno, le vincitrici delle coppe tra il primo e il secondo.

## Fase preliminare

### Zona Centro

#### Quarti di finale
Le partite furono disputate 27 e il 30 agosto 1949.
| Squadra 1     | Risultato | Squadra 2       |
| ------------- | --------- | --------------- |
| DO Minsk      | 3 – 0     | Dinamo Riga     |
| Kalev Tallinn | 0 – 2     | Spartak Vilnius |

#### Semifinali
Le partite furono disputate tra il 4 e il 9 settembre 1949.
| Squadra 1         | Risultato | Squadra 2       |
| ----------------- | --------- | --------------- |
| Lokomotiv Aşgabat | 1 – 2     | Dinamo Alma-Ata |
| Dinamo Kutaisi    | [ 1 ]     | Spartak Yerevan |
| Dinamo Chișinău   | 3 – 2     | Spartak Vilnius |
| DO Minsk          | 3 – 1     | Spartak Minsk   |
| Zenit Frunze      | 0 – 5     | DO Tashkent     |
| Spartak Tbilisi   | 2 – 0     | DO Tbilisi      |

#### Finali
Le partite furono disputate tra il 7 e il 13 settembre 1949.
| Squadra 1      | Risultato   | Squadra 2       |
| -------------- | ----------- | --------------- |
| DO Minsk       | 2 – 1       | Dinamo Chișinău |
| Dinamo Kutaisi | 3 – 2       | Spartak Tbilisi |
| DO Tashkent    | 3 – 2 (dts) | Dinamo Alma-Ata |

### Zona Russa I

#### Semifinali
Le partite furono disputate il 4 settembre 1949.
| Squadra 1              | Risultato | Squadra 2                |
| ---------------------- | --------- | ------------------------ |
| SKIF Mosca             | [ 3 ]     | Sudostroitel Sebastopoli |
| Traktor Taganrog       | 4 – 2     | Piščevik Astrachan'      |
| Sudostroitel' Kaspijsk | 3 – 1     | Metrostroy Mosca         |
| Dinamo Voroneż         | 2 – 1     | Dinamo Krasnodar         |
| Dinamo Rostov          | [ 4 ]     | VVS2 Mosca               |

#### Finali
Le partite furono disputate il 9 settembre 1949.
| Squadra 1      | Risultato | Squadra 2              |
| -------------- | --------- | ---------------------- |
| SKIF Mosca     | 2 – 3     | Traktor Taganrog       |
| Dinamo Voroneż | 2 – 1     | Sudostroitel' Kaspijsk |
| Dinamo Rostov  | 5 – 0     | VMS Mosca              |

### Zona Russa II

#### Quarti di finale
Le partite furono disputate il 29 agosto e il 1º settembre 1949.
| Squadra 1                 | Risultato | Squadra 2                  |
| ------------------------- | --------- | -------------------------- |
| Cvetmet Kamensk-Ural'skij | 3 – 2     | Dinamo Sverdlovsk          |
| DO Novosibirsk            | 3 – 2     | Metallurg Stalinsk-Kuzneck |

#### Semifinali
Le partite furono disputate tra il 3 e il 4 settembre 1949.
| Squadra 1               | Risultato | Squadra 2                 |
| ----------------------- | --------- | ------------------------- |
| Kryl'ja Sovetov Molotov | 2 – 0     | Cvetmet Kamensk-Ural'skij |
| Bol'ševik Omsk          | 0 – 3     | DO Novosibirsk            |
| Metallurg Magnitogorsk  | 0 – 2     | Dzeržinec Čeljabinsk      |
| Chimik Kemerovo         | 3 – 0     | Shakhtyor Kemerovo        |
| Dzeržinec Nižnij Tagil  | 1 – 2     | DO Sverdlovsk             |
| Dinamo Čeljabinsk       | 2 – 0     | Uralmaš                   |

#### Finali
Le partite furono disputate tra il 6 il 11 settembre 1949.
| Squadra 1               | Risultato | Squadra 2            |
| ----------------------- | --------- | -------------------- |
| Kryl'ja Sovetov Molotov | 3 – 0     | DO Novosibirsk       |
| DO Sverdlovsk           | 2 – 0     | Chimik Kemerovo      |
| Dinamo Čeljabinsk       | 3 – 2     | Dzeržinec Čeljabinsk |

### Zona Russa III

#### Quarti di finale
La partita fu disputata il 20 agosto 1949.
| Squadra 1       | Risultato | Squadra 2             |
| --------------- | --------- | --------------------- |
| Metallurg Mosca | 2 – 1     | Komanda g. Dzeržinska |

#### Semifinali
Le partite furono disputate tra il 3 e il 4 settembre 1949.
| Squadra 1        | Risultato   | Squadra 2               |
| ---------------- | ----------- | ----------------------- |
| Spartak Rjazan'  | 3 – 2       | Krylya Sovetov Gorky    |
| Dinamo Lyubertsy | 0 – 4       | Torpedo Gor'kij         |
| DO Leningrado    | 2 – 1       | Sudostroitel Leningrado |
| Spartak Penza    | 0 – 2 (dts) | Dinamo Saratov          |
| MVO Mosca        | 1 – 2       | Dinamo Kazan            |
| Metallurg Mosca  | 3 – 0       | Iževskij Zavod          |

#### Finali
Le partite furono disputate tra il 6 e l'8 settembre 1949.
| Squadra 1       | Risultato | Squadra 2       |
| --------------- | --------- | --------------- |
| DO Leningrado   | 7 – 0     | Spartak Rjazan' |
| Metallurg Mosca | 3 – 1     | Dinamo Kazan    |
| Torpedo Gor'kij | 2 – 0     | Dinamo Saratov  |

### Zona Russa IV

#### Quarti di finale
Le partite furono disputate il 30 agosto 1949.
| Squadra 1              | Risultato | Squadra 2          |
| ---------------------- | --------- | ------------------ |
| Krasnoe Znamja Ivanovo | 2 – 0     | Spartak Ivanovo    |
| Zenit Tula             | [ 6 ]     | Spartak Leningrado |

#### Semifinali
Le partite furono disputate tra il 3 e il 4 settembre 1949.
| Squadra 1                | Risultato   | Squadra 2                  |
| ------------------------ | ----------- | -------------------------- |
| Kalinin Kaliningrad      | [ 7 ]       |                            |
| Krasnoye Znamya Orechovo | 1 – 0 (dts) | Karbolit Orehovo-Zuyevo    |
| Dzeržinec Kolomna        | 1 – 0       | Stroitel Dulevo            |
| Spartak Noginsk          | 3 – 1       | Krasnoe Znamja Ivanovo     |
| Spartak Kalinin          | 2 – 1 (dts) | Spartak Regione Leningrado |
| Dinamo Vlaidimir         | 0 – 2       | Kovrov                     |

#### Finali
Le partite furono disputate tra il 6 e il 7 settembre 1949.
| Squadra 1                | Risultato   | Squadra 2           |
| ------------------------ | ----------- | ------------------- |
| Krasnoye Znamya Orechovo | 3 – 1 (dts) | Dzeržinec Kolomna   |
| Spartak Noginsk          | 3 – 2       | Spartak Kalinin     |
| Kovrov                   | 2 – 1 (dts) | Kalinin Kaliningrad |

### Zona Ucraina

#### Quarti di finale
Le partite furono disputate tra il 16 giugno e il 30 agosto 1949.
| Squadra 1            | Risultato   | Squadra 2                      |
| -------------------- | ----------- | ------------------------------ |
| Spartak Užhorod      | 4 – 2       | Тrudovye Rezervy Vorošilovgrad |
| Spartak Leopoli      | 3 – 2       | Sudostroitel' Mykolaïv         |
| Piščevik Odessa      | 1 – 0       | Dzeržinec Charkiv              |
| Dinamo Vorošilovgrad | 1 – 0       | Dinamo Chernovtsy              |
| Spartak Cherson      | 5 – 0       | ODO Leopoli                    |
| Bol'ševik Mukačeve   | 4 – 2 (dts) | Spartak Kiev                   |

#### Semifinali
Le partite furono disputate tra il 23 giugno e il 5 settembre 1949.
| Squadra 1            | Risultato   | Squadra 2                 |
| -------------------- | ----------- | ------------------------- |
| Piščevik Odessa      | 2 – 0       | Dinamo Vorošilovgrad      |
| DO Kiev              | 3 – 1 (dts) | Metallurg Dnipropetrovs'k |
| Šachtar Kadiïvka     | 3 – 2       | Bol'ševik Mukačeve        |
| Spartak Cherson      | [ 8 ]       | Spartak Leopoli           |
| Avanhard Kramators'k | [ 9 ]       | Torpedo Kharkov           |
| Lokomotiv Zaporižžja | 2 – 0       | Spartak Užhorod           |

#### Finali
Le partite furono disputate tra il 6 e il 7 settembre 1949.
| Squadra 1            | Risultato | Squadra 2            |
| -------------------- | --------- | -------------------- |
| Spartak Cherson      | [ 10 ]    | Piščevik Odessa      |
| Lokomotiv Zaporižžja | [ 11 ]    | Avanhard Kramators'k |
| DO Kiev              | 1 – 0     | Šachtar Kadiïvka     |

## Fase finale

### Primo turno
Le gare furono disputate tra il 28 e il 30 settembre 1949.
A questo turno parteciparono Krylya Sovetov Molotov, Krasnoye Znamya Orechovo, DO Leningrado e DO Tashkent, promosse dalla fase preliminare e le seguenti vincitrici dei campionati statali:
- Sarkanais Metalurgs (RSS Lettone);
- Dinamo Novosibirsk (RSSF Russa);
- Dinamo Chimkent (RSS Kazaka);
- Dimitrov Tbilisi (RSS Georgiana).

| Squadra 1                | Risultato   | Squadra 2           |
| ------------------------ | ----------- | ------------------- |
| Kryl'ja Sovetov Molotov  | 2 – 1       | Sarkanais Metalurgs |
| Krasnoye Znamya Orechovo | 2 – 0       | Dinamo Novosibirsk  |
| Dimitrov Tbilisi         | 1 – 2 (dts) | DO Leningrado       |
| DO Tashkent              | 2 – 1       | Dinamo Chimkent     |

### Secondo turno
Le gare furono disputate tra il 25 settembre e il 12 ottobre 1949.
In questo turno entrarono in scena le altre 14 promosse della fase preliminare, le quattro promosse del turno precedente, Lokomotiv Mosca, Kryl'ja Sovetov Kujbyšev, Daugava Riga e VVS Mosca della Pervaja Gruppa 1949 e le restanti quattordici vincitrici delle Coppe statali, che giocarono l'incontro in casa:
- Kharkov (RSS Ucraina);
- Dinamo Tallinn (RSS Estone);
- Burevestnik Frunze (RSS Kirghiza);
- ODO Bobruysk[13] (RSS Bielorussa);
- Progress Leningrado (città di Leningrado);
- Lokomotiv Chisinau (RSS Moldava);
- Spartak Ashkhabad (RSS Turkmena);
- KKF Baku (RSS Azera);
- Dinamo Tashkent (RSS Uzbeka);
- Dinamo Stalinabad (RSS Tagika);
- Dinamo Petrozavodsk (RSS Carelo-Finlandese);
- DO Erevan (RSS Armena);
- CDKA-3 Mosca (città di Mosca);
- Inkaras Kaunas (RSS Lituana);

| Squadra 1                | Risultato | Squadra 2                |
| ------------------------ | --------- | ------------------------ |
| Kharkov                  | 3 – 1     | DO Minsk                 |
| Dünamo Tallinn           | 1 – 4     | Dinamo Rostov            |
| Burevestnik Frunze       | 0 – 1     | Dinamo Chelyabinsk       |
| Città di Bobruysk        | 1 – 3     | Metallurg Mosca          |
| Progress Leningrado      | 2 – 1     | DO Sverdlovsk            |
| Lokomotiv Chisinau       | 2 – 7     | Kovrov                   |
| Spartak Ashkhabad        | 0 – 4     | Torpedo Gor'kij          |
| Kryl'ja Sovetov Molotov  | 3 – 1     | Daugava Rīga             |
| KKF Baku                 | 1 – 3     | Spartak Noginsk          |
| Dinamo Tashkent          | 2 – 0     | Traktor Taganrog         |
| Dinamo Stalinabad        | 2 – 1     | DO Kiev                  |
| Dinamo Petrozavodsk      | 2 – 5     | Lokomotiv Zaporižžja     |
| DO Erevan                | 1 – 3     | Spartak Cherson          |
| DO Tashkent              | 1 – 2     | Kryl'ja Sovetov Kujbyšev |
| CDKA-3 Mosca             | 1 – 2     | Dinamo Voroneż           |
| DO Leningrado            | 1 – 0     | Lokomotiv Mosca          |
| Inkaras Kaunas           | 4 – 2     | Dinamo Kutaisi           |
| Krasnoye Znamya Orechovo | 2 – 0     | VVS Mosca                |

### Terzo turno
Le gare furono disputate tra il 4 e il 19 ottobre 1949.
Alle 18 promosse del turno precedente si unirono le restanti quattordici squadre della Pervaja Gruppa 1949.
| Squadra 1                | Risultato   | Squadra 2                |
| ------------------------ | ----------- | ------------------------ |
| Dinamo Rostov            | 3 – 2       | Dinamo Leningrado        |
| Progress Leningrado      | 1 – 3       | Neftyanik Baku           |
| Lokomotiv Charkiv        | 2 – 1       | Dinamo Čeljabinsk        |
| Kovrov                   | 1 – 0       | Šachtyor Stalino         |
| Lokomotiv Zaporižžja     | 1 – 3 (dts) | Dinamo Tbilisi           |
| Spartak Noginsk          | 1 – 5       | Spartak Mosca            |
| Kharkov                  | 1 – 3       | Torpedo Mosca            |
| Dinamo Stalinabad        | 1 – 0       | Dinamo Erevan            |
| Kryl'ja Sovetov Molotov  | 0 – 2       | Kryl'ja Sovetov Kujbyšev |
| Krasnoye Znamya Orechovo | 1 – 4       | DO Leningrado            |
| Inkaras Kaunas           | 0 – 3       | Zenit Leningrado         |
| Dinamo Voroneż           | 0 – 7       | CDKA Mosca               |
| Dinamo Mosca             | 10 – 0      | Metallurg Mosca          |
| Torpedo Gor'kij          | 0 – 3       | Dinamo Kiev              |
| Dinamo Tashkent          | 0 – 2       | Torpedo Stalingrado      |
| Spartak Cherson          | 2 – 1       | Dinamo Minsk             |

### Ottavi di finale
Le gare furono disputate tra il 17 e il 24 ottobre 1949.
| Squadra 1        | Risultato   | Squadra 2                |
| ---------------- | ----------- | ------------------------ |
| Dinamo Rostov    | 1 – 3       | Neftyanik Baku           |
| Dinamo Tbilisi   | 4 – 0       | Kovrov                   |
| Torpedo Mosca    | 1 – 0 (dts) | Kryl'ja Sovetov Kujbyšev |
| Spartak Mosca    | 4 – 1       | Dinamo Kiev              |
| Spartak Cherson  | 1 – 0       | DO Leningrado            |
| Dinamo Mosca     | 3 – 0       | Dinamo Stalinabad        |
| CDKA Mosca       | 3 – 2 (dts) | Lokomotiv Charkiv        |
| Zenit Leningrado | 1 – 0       | Torpedo Stalingrado      |

### Quarti di finale
Le gare furono disputate tra il 25 e il 27 ottobre 1949.
| Squadra 1     | Risultato | Squadra 2        |
| ------------- | --------- | ---------------- |
| CDKA Mosca    | 3 – 2     | Zenit Leningrado |
| Spartak Mosca | 3 – 1     | Spartak Cherson  |
| Dinamo Mosca  | 7 – 1     | Dinamo Tbilisi   |
| Torpedo Mosca | 2 – 0     | Neftyanik Baku   |

### Semifinali
Le gare furono disputate il 30 e il 31 ottobre 1949.
| Squadra 1     | Risultato | Squadra 2     |
| ------------- | --------- | ------------- |
| Torpedo Mosca | 2 – 1     | CDKA Mosca    |
| Dinamo Mosca  | 2 – 1     | Spartak Mosca |

### Finale
| Mosca 4 novembre 1949, ore ?:?                                       | Torpedo Mosca | 2 – 1 referto | Dinamo Mosca | Stadio Dinamo (Mosca) |
| \| \| \| \| \| Nečaev 38’ Ponomarëv 83’ \| Marcatori \| 17’ Il'in \| |               |               |              |                       |
|                                                                      |               |               |              |                       |
| Nečaev 38’ Ponomarëv 83’                                             | Marcatori     | 17’ Il'in     |              |                       |